# 寺坪镇 (丹凤县)
寺坪镇，是中华人民共和国陕西省商洛市丹凤县下辖的一个乡镇级行政单位。

## 行政区划
寺坪镇下辖以下地区：
白桑塬村、寺坪村、赵塬村、龙嘴村、石庙湾村、牌路河村、花园村、银洞村、龙王坪村、三间房村、甘沟村、东沟村、常路村、栗树村和腊塬村。